# اهداف آندروس
اهداف آندروس (انگلیسی: The Andros Targets) یک مجموعهٔ تلویزیونی درام آمریکایی است که در سال ۱۹۷۷ منتشر شد.

## بازیگران
- جیمز ساتوریوس
- پاملا رید
- روی پول
- آلن میکسون
- اف. موری آبراهام